# Phanaeus yecoraensis
Phanaeus yecoraensis là một loài bọ cánh cứng trong họ Bọ hung (Scarabaeidae).